# 库兰萨日克乡
库兰萨日克乡，是中华人民共和国新疆维吾尔自治区克孜勒苏柯尔克孜自治州阿合奇县下辖的一个乡镇级行政单位。

## 行政区划
库兰萨日克乡下辖以下地区：
别迭里村、吉勒得斯村、阿克特克提尔村、玉山古西村、阿拉坎坎村和库兰萨日克牧场。